# Perxes de Sant Domingo i del Sac
Les Perxes de Sant Domingo i del Sac és una obra d'Ascó (Ribera d'Ebre) inclosa a l'Inventari del Patrimoni Arquitectònic de Catalunya. Emplaçats al centre històric d'Ascó, entre el Carrer Estudi i el Carrer de Sant Domingo. Les perxes són trams de carrer coberts mitjançant embigats amb arcades de pedra que es van formar al créixer les cases damunt dels carrers.

## Descripció
Perxes que es troben construïts entre dos carrers, formant una "T", a la planta baixa de la casa coneguda com a Ca Carreró. El carrer Estudi té pendent ascendent, que queda salvada per unes escales. Sota la part coberta són visibles murs de carreus i una finestra tapiada amb ampit motllurat. Tots dos se sostenen amb un embigat de fusta que ha estat reforçat amb bigues d'acer.

## Història
Està situat al que havia estat el cor de la Vila de Dins, on es concentrava la comunitat morisca. Servia de pas per facilitar la comunicació interna de la vila. Un d'ells porta el nom de "Sant Domingo" perquè en aquest perxe es feia el novenari a l'esmentat sant.